# Скопцов, Семён Сергеевич

Памятная доска в Ростове-на-Дону

Семён Сергеевич Скопцов (1917—1998) — советский и российский художник, Заслуженный художник РФ (1998), член Союза художников РСФСР с 1948 года.

## Биография
Родился 15 февраля 1917 года в Ростове-на-Дону.
В 1932—1937 годах учился в Ростовском художественно-педагогическом техникуме (ныне Ростовское художественное училище имени М. Б. Грекова) у А. М. Черных и С. И. Жовмира; в 1938—1948 годах продолжил обучение (с перерывом в войну) в Московском художественном институте имени В. И. Сурикова у С. В. Герасимова, И. Э. Грабаря, А. А. Осмёркина.
Выставляться начал с 1936 года. В 1938 году, будучи студентом, принял участие во Всесоюзной выставке работ молодых художников в Государственной Третьяковской галерее. Репродукция его автопортрета была размещена в журнале «Искусство». В этом же году Скопцов на областной выставке в Ростове-на-Дону представил серию своих этюдов пейзажного жанра.
После войны и окончания МГХИ им. Сурикова, он был направлен по поручению Союза художников СССР в Иркутск уполномоченным по укреплению Союза художников Восточной Сибири. Там был избран Председателем правления Иркутской организации Союза художников. Вернулся в Ростов-на-Дону в 1951 году, продолжил работу художника и педагога, преподавая с 1952 по 1955 годы в Ростовском художественном училище. Стал автором сюжетно-тематических композиций и натюрмортов, а также галереи портретов видных донских деятелей культуры — А. К. Ованесова, М. А. Шолохова, А. Г. Гарнакерьяна, А. П. Артамонова, П. Э. Гутина и других.
Постоянно представлял свои работы на различных выставках, в 1970-е—1980-е годы возглавлял живописную секцию Ростовского отделения Союза художников СССР. Занимался общественной деятельностью — избирался делегатом на съезды художников РСФСР и СССР, был членом правления Союза художников СССР, являлся председателем Государственной экзаменационной комиссии художественно-графического факультета Ростовского государственного педагогического университета.
Умер 20 апреля 1998 года в Ростове-на-Дону. На доме по адресу ул. Мечникова, 65 художнику установлены мемориальные доски.
Его жена — Скопцова (урождённая Рожкова) Людмила Савельевна (1929—2005), тоже была художником, членом Союза художников РСФСР с 1958 года.